# Heide-Marlis Lautenschläger
Heide-Marlis Lautenschläger (* 21. Dezember 1941 in Neubrandenburg) ist eine deutsche Malerin, Grafikerin und ehemalige Abgeordnete im Landtag von Mecklenburg-Vorpommern (PDS).

## Biografie
Heide-Marlis Lautenschläger, geb. Grützmacher (1963 bis 1982 Scheibeler), wurde als eines von zwei Kindern des Turn- und Zeichenlehrers Karl (Karlfriedrich) Grützmacher (1899–1949) und dessen Frau Ursula, später verheiratete Grundmann, geboren. Sie absolvierte eine Ausbildung als Gärtnerin und erwarb in der Volkshochschule das Abitur. Später wurde sie als freischaffende Malerin und Grafikerin tätig. Sie war Mitglied in den Zirkeln für Malerei und Grafik bei Friedrich Hitz, Lothar Weber, Wolfram Schubert und Erhard Grossmann. 1966 erreichte sie in Potsdam den Abschluss der Spezialschule für Leiter des bildnerischen Volksschaffens. Sie arbeitete freiberuflich als Malerin und Grafikerin und hatte in der DDR und im Ausland eine bedeutende Zahl von Einzelausstellungen und Ausstellungsbeteiligungen, u. a. 1982/1983 und 1987/1988 an der IX. und X. Kunstausstellung der DDR in Dresden. 1989 erhielt sie den Fritz-Reuter-Preis für Kunst und Literatur III. Klasse des Rates des Bezirks Neubrandenburg.
Im Kunstarchiv Beeskow befinden sich Arbeiten von ihr.

## Mitgliedschaften
- 1974 bis 1990: Verband Bildender Künstler der DDR
- 1990 bis 2000: Künstlerbund Mecklenburg und Vorpommern
- Gewerkschaft Ver.di

## Politik
Heide-Marlis Lautenschläger trat 1990 in die PDS ein. Auf deren Liste wurde sie 1990 in den Landtag von Mecklenburg-Vorpommern gewählt, dem sie bis 1998 angehörte.

## Werke (Auswahl)
- Schulleiterin Marianne Meier (1971, Spanzeichnung, 51,5 × 33,5 cm)[2]
- Porträt 71 (1972, Öl auf Leinwand, 63 × 48 cm)[3]
- Gemüsehalle (1981, Eitempera auf Leinwand; IX. Kunstausstellung der DDR)[4]